# جون روبنسون (لاعب كريكت)
جون روبنسون (بالإنجليزية: John Robinson)‏ (5 فبراير 1868 في المملكة المتحدة - 21 أبريل 1898 في المملكة المتحدة) هو لاعب كريكت بريطاني (وحمل سابقاً جنسية المملكة المتحدة لبريطانيا العظمى وأيرلندا). لعب مع نادي مقاطعة نوتنغهامشير للكريكت ‏ ونادي جامعة كامبريدج للكريكيت ‏.

## وصلات خارجية
- جون روبنسون على موقع إي آس بي آن كريك إنفو (الإنجليزية)